# Olesno (stad in powiat Dąbrowski)
Olesno is een dorp in het Poolse woiwodschap Klein-Polen, in het district Dąbrowski. De plaats maakt deel uit van de gemeente Olesno en telt 1708 inwoners.

## Verkeer en vervoer
De plaats wordt doorsneden door de autowegen 11 en 494, die elkaar in het centrum kruisen.
- Station Olesno Tarnowskie